# Giovanni Ribisi
Giovanni Ribisi est un acteur américain, né le 17 décembre 1974 à Los Angeles.
Il est notamment connu pour ses rôles dans les séries Les Années coup de cœur et Friends où il incarne Frank Buffay Junior, et 2009 pour son interprétation de Parker Selfridge dans le film Avatar de James Cameron.

## Biographie
Fils du producteur Gay Ribisi, il est le frère des actrices Gina Ribisi et Marissa Ribisi. Il a des origines italiennes.

## Carrière
Giovanni Ribisi commence sa carrière d'acteur à la télévision, en jouant dans plusieurs séries : Mariés, deux enfants et Les Années coup de cœur. Le rôle qui le fait connaître est celui de Darin Peter Oswald (D.P.O) dans l'épisode Coup de Foudre (D.P.O) de la série X-Files : Aux frontières du réel (saison 3 épisode 3).
Il incarne également Frank Buffay, le frère embarrassant de Phoebe (jouée par Lisa Kudrow) dans la série Friends.
Le comédien se fait à nouveau remarquer en interprétant un infirmier dans Il faut sauver le soldat Ryan de Steven Spielberg. Quelques années plus tard, il interprète le frère de Nicolas Cage dans 60 secondes chrono.
Il est aussi la voix off dans la version anglaise du film Virgin Suicides.
Il tourne dans Intuitions, où il partage l'affiche avec Cate Blanchett, Keanu Reeves, Hilary Swank et Katie Holmes, sous la direction de Sam Raimi.
En 2003, il donne la réplique à Scarlett Johansson dans Lost in Translation de Sofia Coppola.
Fidèle à la télévision, il joue successivement dans les séries Entourage et Earl.
En 2009, il apparaît dans les films à succès : Public Enemies de Michael Mann et Avatar de James Cameron.
Il a également tourné dans le clip de Keane, pour le titre Crystal Ball de 2006.

## Vie privée
Il est membre de la scientologie tout comme sa sœur jumelle Marissa ainsi que le mari de celle-ci, le musicien Beck.
De 1997 à 2001, Giovanni Ribisi est marié à Mariah O'Brien ; ensemble ils ont une fille (née en décembre 1997) dont le prénom Lucia est inspiré de l’héroïne de l'opéra de Donizetti, Lucia di Lammermoor.
Il a eu une relation avec la chanteuse Chan Marshall, plus connue sous le pseudonyme de Cat Power, de 2007 à 2012.
En juin 2012, il se marie avec le mannequin britannique Agyness Deyn. En février 2015, il annonce officiellement leur divorce.
Depuis 2017, il est en couple avec une décoratrice et designer d'intérieur Emily Ward. En décembre 2018, le couple a eu des jumeaux prénommés Enzo et Maud.

## Filmographie

### Cinéma
- 1995 : Peur manique / Le Voleur d'âmes (The Outpost) de Joe Gayton : Scott Stockton
- 1996 : The Grave (en) de Jonas Pate : Wex
- 1996 : That Thing You Do! de Tom Hanks : Chad
- 1996 : SubUrbia de Richard Linklater : Jeff
- 1997 : Lost Highway de David Lynch : Steve ''V''
- 1997 : First Love, Last Rites (en) de Jesse Peretz : Joey
- 1997 : Postman (The Postman) de Kevin Costner : Bandi 20
- 1998 : Scotch and Milk d'Adam Goldberg : Marty
- 1998 : Some Girl de Rory Kelly : Jason
- 1998 : Arnaque le dernier pari (Phoenix) de Danny Cannon : Joey Schneider
- 1998 : Il faut sauver le soldat Ryan (Saving Private Ryan) de Steven Spielberg : Medic Wade
- 1999 : L'Autre Sœur (The Other Sister) de Garry Marshall : Danny
- 1999 : Mod Squad (The Mod Squad) de Scott Silver : Pete
- 1999 : Virgin Suicides (The Virgin Suicides) de Sofia Coppola : le narrateur
- 1999 : It's the Rage (en) de James D. Stern  : Sidney
- 2000 : Pussykat de Lightfield Lewis
- 2000 : Les Initiés (Boiler Room) de Ben Younger : Seth Davis
- 2000 : 60 secondes chrono (Gone in Sixty Seconds) de Dominic Sena : Kip Raines
- 2000 : Intuitions (The Gift) de Sam Raimi : Buddy Cole
- 2001 : According to Spencer (en) de Shane Edelman : Louis
- 2002 : Heaven de Tom Tykwer : Filippo
- 2003 : Masked and Anonymous de Larry Charles : Soldat
- 2003 : Basic de John McTiernan : Kendall
- 2003 : Lost in Translation de Sofia Coppola : John
- 2003 : I Love Your Work d'Adam Goldberg : Gray Evans
- 2003 : Retour à Cold Mountain (Cold Mountain) d'Anthony Minghella : Junior
- 2004 : Love's Brother (en) de Jan Sardi : Angelo Donnini
- 2004 : Capitaine Sky et le monde de demain (Sky Captain and the World of Tomorrow) de Kerry Conran : Dex Dearborn
- 2004 : Le Vol du Phœnix (Flight of the Phoenix) de John Moore : Elliott
- 2005 : Lightfield's Home Videos de Lightfield Lewis :
- 2005 : The Big White de Mark Mylod : Ted Waters
- 2005 : 10th and Wolf de Robert Moresco : Joey
- 2006 : The Dead Girl de Karen Moncrieff : Rudy
- 2006 : Le Meilleur ami de l'homme (The Dog Problem) de Scott Caan : Solo
- 2006 : The White Door (court métrage) de Jason Lee
- 2007 : Dangereuse Séduction (Perfect Stranger) de James Foley : Miles Haley
- 2007 : Gardener of Eden de Kevin Connolly : Vic
- 2008 : Spirit of the Forest (Espiritu del bosque) de David Rubin : Cebolo (voix)
- 2009 : Public Enemies de Michael Mann : Alvin Karpis
- 2009 : Avatar de James Cameron : Parker Selfridge
- 2009 : Middle Men de George Gallo : Wayne Beering
- 2011 : Rhum Express de Bruce Robinson : Moburg
- 2012 : Contrebande (Contraband) de Baltasar Kormákur : Tim Briggs
- 2012 : The Suspects (Columbus Circle) de George Gallo : détective Frank Giardello
- 2012 : Loom (court métrage) de Luke Scott : Tommi Galvan
- 2012 : The Wake Up (court métrage) de Giovanni Reda : Giovanni
- 2012 : Ted de Seth MacFarlane : Donny
- 2013 : Gangster Squad de Ruben Fleischer : inspecteur Conway Keeler
- 2014 : Albert à l'ouest (A Million Ways to Die in the West) de Seth MacFarlane : Edward
- 2014 : Selma de Ava DuVernay : Lee C. White
- 2015 : Results d'Andrew Bujalski : Paul
- 2015 : Ted 2 de Seth MacFarlane : Donny
- 2015 : Dans la brume du soir (Meadowland) de Reed Morano : Tim
- 2015 : Papa Hemingway in Cuba de Bob Yari : Ed Myers
- 2017 : The Bad Batch d'Ana Lily Amirpour : Bobby
- 2018 : A Million Little Pieces de Sam Taylor-Johnson : John
- 2022 : Avatar : La Voie de l'eau de James Cameron : Parker Selfridge (caméo)
- 2024 : Horizon : Une saga américaine, chapitre 1 (Horizon: An American Saga – Chapter 1) de Kevin Costner : H. Silas Pickering
- 2024 : Séduire la mort (Strange Darling) de JT Mollner (en) : Art Pallone (voix)

### Télévision
- 1985 : Les Routes du paradis (Highway to Heaven) (série télévisée), épisode A Song for Jason : Curtis Johnson
- 1985 : Simon et Simon (Simon & Simon) de Philip DeGuere (de) (série télévisée), épisode The Skull of Nostradamus : le premier enfant
- 1985 : La Cinquième Dimension (The Twilight Zone) (série télévisée), épisode The Beacon : Teddy
- 1985-1989 : Still the Beaver (série télévisée) : Duffy Guthrie
- 1986-1987 : Le Chevalier lumière (Sidekicks) (série télévisée) : Travis
- 1987 : Mes deux papas (My Two Dads) de Danielle Alexandra et Michael Jacobs (série télévisée) : Cory Kupkus
- 1987 : Mariés, deux enfants (Married… with Children) de Ron Leavitt et Michael G. Moye (en) (série télévisée), épisode Where's the Boss? : Teddy
- 1988 : Au nom de la foi (Promised a Miracle) (téléfilm) de Stephen Gyllenhaal : Wesley
- 1989 : Mariés, deux enfants (Married… with Children) de Ron Leavitt et Michael G. Moye (en) (série télévisée) (épisode The Dateless Amigo)
- 1990 : Petite Fleur (Blossom) de Don Reo (série télévisée), épisodes pilote et Blossom Blossoms : Mitchell
- 1991-1992 : Davis Rules (série télévisée) : Skinner Buckley
- 1992-1993 : Les Années coup de cœur (The Wonder Years) (série télévisée) : Jeff Billings
- 1993 : Complot meurtrier contre une pom-pom girl (The Positively True Adventures of the Alleged Texas Cheerleader-Murdering Mom) (téléfilm) de Michael Ritchie : Pete Reyes
- 1993 : L'As de la crime (The Commish) de Stephen J. Cannell et Stephen Kronish (série télévisée), épisode Suffer the Children : Joey Burke
- 1993 : Family Album (en) de Peter Baldwin (série télévisée) : Elvis DeMattis
- 1994 : Walker, Texas Ranger de Christopher Canaan, Leslie Greif (en) et Paul Haggis (série télévisée), épisode Something in the Shadows : Tony Kingston
- 1994 : Ellen (série télévisée), épisode pilote : le caissier
- 1994 : New York Police Blues (NYPD Blue) de Steven Bochco et David Milch (série télévisée), épisodes The Final Adjustment et Double Abandando : Bruce Mackie
- 1995 : Marker (série télévisée), épisode Dead Man's Marker : Eddie
- 1995 : X-Files : Aux frontières du réel (The X Files) de Kim Manners (série télévisée), épisode Coup de foudre : Darin Peter Oswald
- 1995 : La Vie à tout prix (Chicago Hope) de David E. Kelley (série télévisée), épisode Every Day a Little Death : Michael Weber
- 1995-2003 : Friends (série télévisée), 9 épisodes : Frank Buffay Jr
- 1996 : Tracey Takes On… (série télévisée), épisode Family : Papa
- 1996 : Friends de Michael Lembeck (série télévisée) (épisode The One with the Bullies))
- 1998 : Alptraum im Airport (téléfilm) de Chris Bould : un étudiant
- 1999 : Les Prédateurs (The Hunger) de Jeff Fazio (série télévisée) : Eddie Folden
- 2001 : Black of Life (série télévisée), épisode Wheel of Fire : Matt
- 2001 : Mort préméditée (Shot in the Heart) (téléfilm) d'Agnieszka Holland : Mikal Gilmore
- 2005-2008 : Earl (série télévisée), 6 épisodes : Ralph Mariano
- 2008 : Entourage (série télévisée), 2 épisodes : Nick
- 2010 : Memphis Beat (série télévisée), épisode One Night of Sin : Gene Templer
- 2013 : Les Griffin (Family Guy) (série télévisée), épisode Call Girl : Randy (voix)
- 2013-2014 : Dads (série télévisée), épisode Call Girl : Warner Whittemore
- 2015-2019 : Sneaky Pete (série télévisée) : Pete/Marius
- 2021 : On the Verge (série télévisée) : Jerry
- 2022 : The Offer (mini-série télévisée) : Joseph Colombo
- 2023 : Waco, l'après (série télévisée) : Dan Cogdell

## Voix francophones
En France, Damien Witecka est la voix régulière de Giovanni Ribisi. Fabrice Josso l'a également doublé à cinq reprises.
Au Québec, il est principalement doublé par Hugolin Chevrette-Landesque.
En France
| - Damien Witecka dans : - Il faut sauver le soldat Ryan - L'Autre Sœur - Mod Squad - 60 secondes chrono - Intuitions - Capitaine Sky et le monde de demain - Le Vol du Phoenix - Avatar - Rhum Express - Gangster Squad - Sneaky Pete (série télévisée) - A Million Little Pieces - Avatar : La Voie de l'eau - Waco: L'après (mini-série) - Fabrice Josso dans : - Contrebande - Ted - Albert à l'ouest - Ted 2 - On the Verge (série télévisée) - Damien Boisseau dans (les séries télévisées) : - Mariés, deux enfants - X-Files : Aux frontières du réel | - Denis Laustriat dans : - Friends (série télévisée) - The Big White - Ludovic Baugin dans : - Postman - Entourage (série télévisée) - Alexandre Gillet dans : - Phoenix - Meadowland - Boris Rehlinger dans : - Basic - Public Enemies - Alexis Victor dans : - Dangereuse Séduction - Middle Men Et aussi - Emmanuel Curtil dans Les Initiés - Rémi Bichet dans Lost in Translation - Xavier Béja dans The Dead Girl - Christophe Lemoine dans Marc Eckō's Getting Up: Contents Under Pressure (jeu vidéo, voix) - Alexis Tomassian dans Peur panique - Emmanuel Karsen dans Earl (série télévisée) - Franck Capillery dans Selma - Xavier Fagnon dans The Offer (mini-série) |

Au Québec
| - Hugolin Chevrette-Landesque dans : - L'Autre Sœur - Le Clan des millionaires - Partis en 60 secondes - Le Don - Paradis - Formation extrême - Capitaine Sky et le Monde de demain - Le Grand Blanc - Parfait inconnu - Ennemis publics - Rhum express - Contrebande - Ted - Mille et une façons de mourir dans l'Ouest - Ted 2 | Et aussi - François Godin dans Les Wonders - Benoît Éthier dans Le Facteur - François Trudel dans Escouade Gangster |